# Trening sportowy

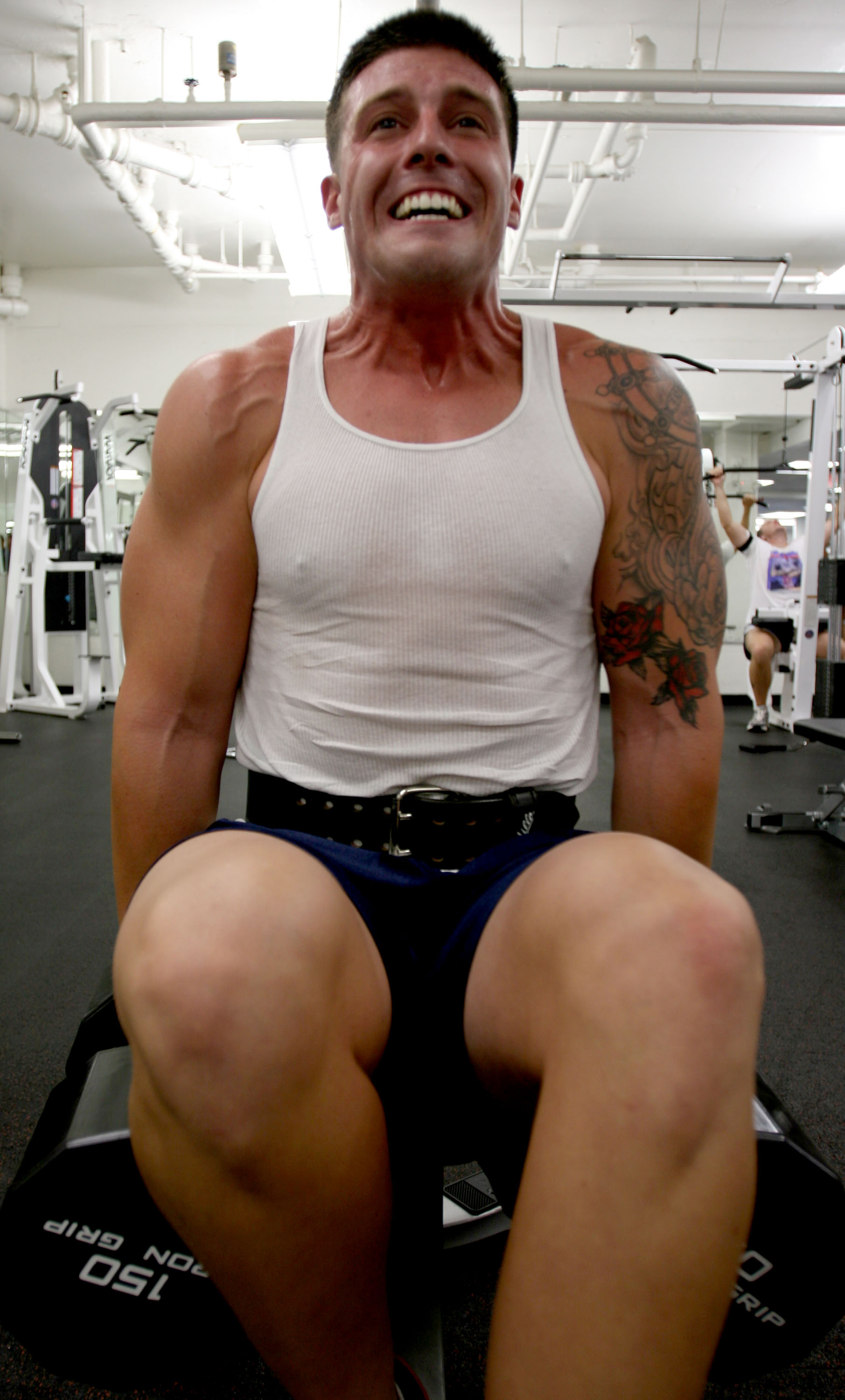
Mężczyzna podczas treningu.

Trening sportowy – proces polegający na poddawaniu organizmu stopniowo rosnącym obciążeniom, w wyniku czego następuje adaptacja i wzrost poziomu poszczególnych cech motorycznych. Pojęcie treningu obejmuje także naukę nawyków ruchowych związanych z daną dyscypliną sportu. Poprzez odpowiedni trening połączony z właściwym odżywianiem można również kształtować pewne cechy morfologiczne np. zwiększać masę mięśniową czy redukować poziom tkanki tłuszczowej.

## Rodzaje treningu
Trening wytrzymałościowy powoduje natomiast zmiany w czynności układu krążenia, układu oddechowego oraz w procesach metabolicznych. Pod wpływem regularnych ćwiczeń wzrasta pojemność życiowa płuc oraz ich możliwa maksymalna wentylacja. Dzięki treningowi wzrost wentylacji jest mniejszy niż przed nim, przy tym samym obciążeniu organizmu. Poprawia się pobieranie tlenu, głównie poprzez pogłębienie oddechów bez zwiększania ich częstości, a także zdecydowanie lepsze jest wykorzystywanie tlenu zawartego we wdychanym powietrzu.
Zmiany w układzie krwionośnym obejmują wzrost pojemności minutowej serca związanej z poprawą jego objętości wyrzutowej, czasem obserwowany jest także przerost mięśnia sercowego. Trening ogranicza wysiłkowe zmiany w dystrybucji krwi w organizmie – zmniejszenie przepływu przez naczynia przewodu pokarmowego jest słabiej zaznaczone, natomiast pomniejszony zostaje przepływ krwi w skórze. Ćwiczenia fizyczne poprawiają pracę gruczołów wydzielania zewnętrznego, a tym samym głównym sposobem oddawania ciepła staje się droga parowania.
Trening wytrzymałościowy powoduje również zmiany w samych mięśniach. Zwiększa się pobieranie przez nie tlenu z przepływającej w naczyniach krwionośnych krwi. Zachodzą zmiany enzymatyczne w cyklach biochemicznych, przez co zmniejsza się szybkość rozkładania zawartego w mięśniach glikogenu, wydajniejsze natomiast staje się uzyskiwanie energii z kwasów tłuszczowych. Dzięki temu zmniejsza się produkcja kwasu mlekowego i jego gromadzenie w mięśniach, a także możliwa jest dłuższa praca mięśni, gdyż zapasy węglowodanów są wolniej likwidowane. Zwiększone zapotrzebowanie na kwasy tłuszczowe powoduje większe ich uwalnianie z tkanki tłuszczowej. U ludzi wytrenowanych glikogen w mięśniach zgromadzony jest w większych ilościach.
Kalistenika – rodzaj ćwiczeń, które można wykonywać bez specjalistycznych urządzeń, bądź ciężarów, polegająca na treningu siłowym opartym o ćwiczenia z wykorzystaniem własnej masy ciała, takie jak np. pompki, mostki, wznosy nóg, podciągnięcia, przysiady oraz stanie na rękach.
Full Body Workout – najczęściej wykonywany w siłowni, jego charakterystyczną cechą, jest to że podczas jednej sesji treningowej trenowanych jest wiele partii ciała (im więcej tym lepiej). Ogólna zasada tego typu treningu jest taka, że zaczynamy trening od największych partii ciała, a kończymy na najmniejszych. Przykładem takiego treningu podczas jednej sesji może być połączenie treningu klatki piersiowej, barków, tricepsów, pleców, nóg i bicepsów. Trening FBW najczęściej wykonuje się 3 razy w tygodniu i może być stosowany przez każdego, bez względu na staż. Full Body Workout to często lepsze rozwiązanie dla osób odchudzających się niż trening cardio. Jako forma aktywności beztlenowej prowadzi do tzw. długu tlenowego, który doprowadza do redukcji tkanki tłuszczowej.
SPLIT – w przeciwieństwie do treningu FBW ten rodzaj treningu koncentruje się na wybranych partiach mięśni, które są angażowane podczas jednej sesji treningowej. Przykładem takiego treningu podczas jednej sesji może być połączenie treningu mięśni pleców oraz bicepsów. W przypadku tego treningu każda partia mięśni trenowana jest raz w tygodniu.
Trening typu Cardio to wysiłek aerobowy czyli niemal każda aktywność fizyczna np. bieganie, jazda na rowerze czy trening na stepperze. Jego celem jest przyspieszenia bicia serca (tętna), dzięki czemu do mięśni pompowana jest krew bogata w tlen. Podczas takiego treningu energia potrzebna do jego wykonania pochodzi głównie z węglowodanów i tłuszczów, co sprawia, że trening Cardio doskonale sprawdza się jako sposób na pozbycie się nadmiaru wagi i ukształtowania sylwetki.
W zależności od celu, jaki chcemy uzyskać należy wyznaczyć sobie granice, w jakich powinniśmy utrzymywać nasze tętno podczas ćwiczeń. Wartości te są obliczane na podstawie tętna maksymalnego HRmax = 220 – wiek osoby trenującej.
Strefa 1: poniżej 50% HRmax – nie przynosi korzyści ze sportowego punktu widzenia.
Strefa 2: 50% - 60% HRmax – polecana dla początkujących; możesz z łatwością oddychać, a prędkość bicia serca jest niska.
Strefa 3: 60% - 70% HRmax – pierwsza strefa w której serce zaczyna odnosić korzyści z treningu, polecana dla osób odchudzających się.
Strefa 4: 70% - 80% HRmax – najlepsza strefa dla poprawiania kondycji.
Strefa 5: 80% - 90% HRmax – wysoka i trudna do utrzymania prędkość, zalecana osobom zamierzających poprawić siłę i wytrzymałość.
Strefa 6: 90% - 100% HRmax – prędkość możliwa do utrzymania tylko podczas krótkich sprintów, oddychasz ciężko i głęboko, przeznaczona dla osób zaawansowanych
Chociaż główną zaletą treningu Cardio jest wpływ na odchudzanie, to nie jedyne korzyści. Ćwiczenia aerobowe doskonale oddziałują na elastyczność skóry, wzmacniają serce, obniżają ryzyko zawału oraz choroby wieńcowej.
Trening funkcjonalny - skupia się na rozwijaniu siły, koordynacji, równowagi, elastyczności i wytrzymałości w sposób, który odzwierciedla naturalne ruchy i wzorce ruchowe, jakie występują w życiu codziennym lub w konkretnej dyscyplinie sportowej. W przeciwieństwie do tradycyjnych metod, które często skupiają się na izolowaniu pojedynczych mięśni i wykonywaniu powtórzeń w ściśle określonych ruchach, trening funkcjonalny stawia nacisk na trening całego ciała jako jednej spójnej jednostki.